# Shady Habash
Shady Habash (arabe : شادي حبش ; né le 21 août 1995 en Égypte et mort le 1er mai 2020 au Caire) est un réalisateur et photographe égyptien,.

## Biographie
En mars 2018, Shady Habash réalise le clip de la chanson Balaha, interprétée par l'artiste rock Ramy Essam (exilé en Suède), qui moque le régime du président Abdel Fattah al-Sissi et devient dès lors virale. Habash est arrêté en même temps que sept autres personnes liées au chanteur Rami Issam — notamment le parolier Galal El-Behairy — et est accusé de « diffusion de fausses nouvelles » et « d'appartenance à une organisation terroriste ». Cinq personnes sont relâchées, tandis que Shady Habash et Mustafa Gamal sont placés en détention provisoire,,.
Shady Habash meurt le 1er mai 2020, à l'âge de 24 ans, dans la prison de Tora ; « cela faisait quelques jours que son état de santé se détériorait », selon son avocat Ahmed al-Khawaga,,,. Il n'a jamais connu de procès.